# Добровлє (Зрече)
Добровлє (словен. Dobrovlje) — поселення в общині Зрече, Савинський регіон, Словенія. 
Висота над рівнем моря: 372,8 м.